# Mountain Village (Colorado)
Mountain Village és una població dels Estats Units a l'estat de Colorado. Segons el cens del 2000 tenia 978 habitants.

## Demografia
Segons el cens del 2000, Mountain Village tenia 978 habitants, 520 habitatges, i 210 famílies. La densitat de població era de 114,1 habitants per km².
Dels 520 habitatges en un 16,9% hi vivien nens de menys de 18 anys, en un 30,2% hi vivien parelles casades, en un 6,2% dones solteres, i en un 59,6% no eren unitats familiars. En el 46,9% dels habitatges hi vivien persones soles l'1,2% de les quals corresponia a persones de 65 anys o més que vivien soles. El nombre mitjà de persones vivint en cada habitatge era d'1,88 i el nombre mitjà de persones que vivien en cada família era de 2,56.
Per edats la població es repartia de la següent manera: un 13,3% tenia menys de 18 anys, un 20,3% entre 18 i 24, un 44,6% entre 25 i 44, un 20,3% de 45 a 60 i un 1,4% 65 anys o més.
L'edat mediana era de 31 anys. Per cada 100 dones de 18 o més anys hi havia 155,4 homes.
La renda mediana per habitatge era de 30.663 $ i la renda mediana per família de 52.750 $. Els homes tenien una renda mediana de 30.099 $ mentre que les dones 32.250 $. La renda per capita de la població era de 39.920 $. Entorn del 10% de les famílies i el 18,2% de la població estaven per davall del llindar de pobresa.

## Poblacions més properes
El següent diagrama mostra les poblacions més properes.